# Skiptvet
Skiptvet è un comune norvegese della contea di Østfold.